# Galeno
Wenderson Rodrigues do Nascimento Galeno (* 22. Oktober 1997 in Barra do Corda), auch bekannt als Galeno oder Wederson Galeno, ist ein brasilianisch-portugiesischer Fußballspieler, der als Flügelspieler für den Al-Ahli in der Saudi Professional League spielt.

## Karriere

### Verein
Galeno kam 2014 in die Jugendabteilung von Trindade AC und gab am 10. Februar 2016 sein Debüt in der A-Mannschaft, wo er beim 3:0-Auswärtssieg gegen AA Anapolina in der Campeonato Goiano die letzten 29 Minuten spielte und einen Doppelpack erzielte. Nach guten Leistungen in der Campeonato Goiano wechselte er im Juli 2016 zu GE Anápolis, wurde allerdings nach wenigen Monaten bereits als Leihspieler vom FC Porto aus Portugal unter Vertrag genommen, wo er der B-Auswahl zugeteilt wurde. Am 7. August gab er sein Profidebüt, als er bei der 1:2-Auswärtsniederlage von Porto B gegen CD Aves in der Startelf stand. Sein erstes Tor in Portugal erzielte Galeno am 20. August 2016, als er beim 2:1-Heimsieg gegen SC Olhanense einen Treffer erzielte. Am darauffolgenden 16. Mai wurde er nach 11 Toren für die B-Mannschaft von den Dragões gekauft und unterzeichnete einen Fünfjahresvertrag mit einer Ausstiegsklausel in Höhe von 40 Millionen Euro.
In der ersten Mannschaft von Porto kam Galeno allerdings kaum zum Zuge und es folgten Gastspiele als Leihspieler bei Portimonense SC (2018) und bei Rio Ave FC (2018–2019). Am 6. August 2019 unterschrieb Galeno einen Fünfjahresvertrag bei Sporting Braga, Porto behielt allerdings 50 Prozent der wirtschaftlichen Rechte am Spieler. Sein erstes Tor für Braga erzielte Galeno am 25. August 2019 beim 1:1-Unentschieden gegen Gil Vicente FC. Am 23. Mai 2021 wurde Galeno zum Mann des Spiels ernannt, nachdem Braga im Finale der Taça de Portugal 2021 Benfica Lissabon mit 2:0 besiegt und damit zum dritten Mal in der Vereinsgeschichte diesen Pokalwettbewerb gewonnen hatte.
Am 31. Januar 2022 einigte sich Porto darauf, Galeno gegen eine Ablöse von 9 Millionen Euro von Braga wieder unter Vertrag zu nehmen. Sein Vertrag in Porto läuft bis Sommer 2026. Sein erstes Tor für den FC Porto erzielte er am 13. März beim 4:0-Heimsieg gegen CD Tondela, drei Minuten nachdem er für Vitinha eingewechselt worden war. Am 15. Januar 2024 verlängerte Galeno seinen Vertrag mit Porto bis 2028, wobei eine neue Ausstiegsklausel in Höhe von 60 Millionen Euro festgelegt wurde.
Am 31. Januar 2025 wechselte Galeno für eine berichtete Ablösesumme von 50 Millionen Euro zum saudischen Verein Al-Ahli. Am 3. Mai 2025 stand er mit Al-Ahli im Finale der AFC Champions League Elite, das man mit 2:0 gegen den japanischen Vertreter Kawasaki Frontale gewann.

### Nationalmannschaft
Anfang März 2024 wurde Galeno durch Nationaltrainer Dorival Júnior für Freundschaftsspiele des A-Kaders am 23. und 26. des Monats gegen England und Spanien berufen. Beim 3:3 gegen Spanien am 26. März wurde er in der 82. Minute für Rodrygo eingewechselt.

## Trivia
Im März 2022 erhielt Galeno nach fünfjährigem Aufenthalt im Land die portugiesische Staatsbürgerschaft.

## Erfolge
SC Braga
- Portugiesischer Pokalsieger: 2021

FC Porto
- Portugiesischer Meister: 2017, 2022
- Portugiesischer Supercupsieger: 2022, 2024

Al-Ahli
- AFC Champions League Elite-Sieger: 2024/25